# Карсон, Адам (футболист)
А́дам Ка́рсон (англ. Adam Carson; дата рождения неизвестна — 1935) — шотландский футболист, нападающий.
Уроженец Глазго, Адам Карсон выступал за местный клуб «Глазго Тисл». В июне 1892 года перешёл в английский клуб «Ньютон Хит» (в будущем известный под названием «Манчестер Юнайтед»). Дебютировал в составе «язычников» 3 сентября 1892 года в матче Первого дивизиона против «Блэкберн Роверс». 15 октября 1892 года поучаствовал в самой крупной победе клуба в матче высшего дивизиона чемпионата Англии: «Ньютон Хит» обыграл «Вулверхэмптон Уондерерс» со счётом 10:1 в 7-м туре Первого дивизиона Футбольной лиги; Карсон забил один из голов в этой игре. Провёл в клубе один сезон, сыграв в общей сложности 13 матчей и забив 3 гола.
В марте 1893 года перешёл в другой клуб из Манчестера, «Ардуик» (в будущем известный под названием «Манчестер Сити»). Провёл за клуб 9 матчей и забил 3 гола. В феврале 1894 года перешёл в «Ливерпуль», но официальных игр за него не провёл.